# Janatův mlýn
Janatův mlýn je dochovaný vodní mlýn v malé horské osadě Buřany v Jablonci nad Jizerou v okrese Semily. Jedná se architektonicky o velmi hodnotný objekt mlýna se zachovanými staršími prvky a prvky přestavby. Mlýn má zachované původní strojní zařízení, funkční turbínu s elektrárnou a je zde několik strojních unikátů. Mlýn je pozoruhodný i tím, že jeho součástí byla také pekárna. Janatův mlýn, chráněný jako kulturní památka, byl 1. října 2014 prohlášen za národní kulturní památku.

## Historie
Mlýn pochází z roku 1767 s původní částí přízemí a spodní částí mlýnice, které jsou dílem stavitele Jana Bouzka ze Tříče pro Matěje a Karla Vondrákovi ze Tříče. Rodina Janatova koupila mlýn od tříčských mlynářů v roce 1841 a vlastnila jej a udržovala až do roku 2006. Během tohoto období se na mlýně postupně vystřídaly čtyři mlynářské generace. Původně přízemní, později dvoupodlažní objekt byl v roce 1881 přestavěn na mlýnici o 5 podlažích. Byla provedena modernizace strojního zařízení na tzv. umělecký, strojní mlýn. Bylo tak doplněno původní kamenné mlecí složení o nové převody s transmisemi a strojní zařízení. Mlýn tak zvýšil několikanásobně kapacitu mletí a kvalitu semletých produktů. Mezi léty 1898 až 1910 byly pořízeny válcové mlecí stolice, mlýn tak modernizován na válcový mlýn. V roce 1913 přinesl další úpravy skladové části, při nichž mlýn získal svou dnešní podobu. Později byly ještě starší mlecí stolice nahrazeny novějšími stroji, měla být instalována nová loupačka, ale k tomu už nedošlo. Zachovaly se tak velmi hodnotné mlýnské stroje. Kamenný přístavek v pravé části mlýna skrýval dřevěné mlýnské kolo, které bylo tehdy orientováno v pravém úhlu k toku Františkovského potoka a napájené z náhonu pomocí dřevěného žlabu. Poslední vodní kolo bylo postaveno roku 1903 a bylo v provozu až do roku 1919. V roce 1920 bylo nahrazeno Francisovou spirální turbinou.

## Stavební podoba
Památkově chráněný komplex budov mlýna tvoří mlýn s obytnou částí, vodní dílo – jez, stavidla, náhon česlice a tlakový přivaděč, stodola, kůlna, stáje, mléčnice, včelín, pazderna a lesy. Mlýn má také zachovalou funkční chlebovou pec. Na první mlecí podlaze bychom nalezli dvě novější mlecí stolice, dále předlohovou transmisi, malý hranolový vysévač, původní kamenné mlecí francouzské složení a již nenainstalovanou novou loupačku. O patro výše pak velmi zajímavý stroj na čistění a třídění krupice takzvanou štosku. Je zde také velký moučný hranolový vysévač na třídění rozemletých produktů, transmise a pytlovací lávka. Ve vyšších patrech jsou umístěny další hranolové vysévače, stará průchodová loupačka, novější reforma, čisticí vysévač s tarárem, větrová komora, filtr, trieur a transmise. Všemi patry prochází několik kapsových výtahů a dvě velké šnekové vertikální míchačky na mouku. Raritou je zde i pohon mlýnku na mák a míchačky na těsto.